# Uomo di Cheddar
L'Uomo di Cheddar (in inglese Cheddar Man), repertato come GC1, è ciò che resta di un essere umano maschio trovato fossilizzato nella caverna di Gough nella Gola di Cheddar nel Somerset in Inghilterra.

## Rinvenimento
Il suo scheletro fu scoperto da degli operai nel 1903 durante i lavori di miglioramento del sistema di drenaggio della Grotta di Gough, una popolare attrazione turistica, famosa per le sue imponenti stalattiti.
La grotta, era stata scoperta nel 1889 da Richard Cox Gough, alla ricerca di una grotta che potesse "competere" con altre grotte-museo già presenti nei dintorni, diventate presto attrazioni turistiche.
Oltre allo scheletro del cosiddetto uomo di Cheddar, gli scavi restituirono ossa fossili di almeno nove individui, risalenti a tre diversi archi temporali, oltre a una grande quantità di resti faunistici e manufatti. Un bambino e due adolescenti sono dell'olocene superiore, l'uomo di Cheddar è del mesolitico, e un bambino, due adolescenti e due adulti sono del magdaleniano.

## Descrizione
Scoperto nel 1903, Cheddar Man è lo scheletro umano completo più antico della Gran Bretagna. I resti sono conservati dal Natural History Museum di Londra, nella galleria "Evoluzione umana".
I resti dello scheletro sono stati datati tramite il radiocarbonio al periodo mesolitico (9.230-8.930), e appartenevano a un individuo alto 166 cm, che pesava 66 kg, morto intorno ai 20 anni; non è chiaro se un foro sulla fronte sia dovuto a un'infezione o a un danno subito al momento dello scavo. Si ritiene che la sua comunità vivesse in gruppi composti da 30-50 persone, in rifugi fatti di legno e pelle di animali. I suoi denti suggeriscono che avesse una dieta ricca, probabilmente composta da cervi rossi, uri (grossi bovini selvatici estinti dal XVII secolo) e un po' di pesce d'acqua dolce, oltre a frutta, semi e noci; è stata riscontrata la presenza di difetti nello smalto e aree di carie indica un certo stress fisiologico durante lo sviluppo, forse dovuto a carenze nutrizionali o a malattie sistemiche durante l’infanzia..

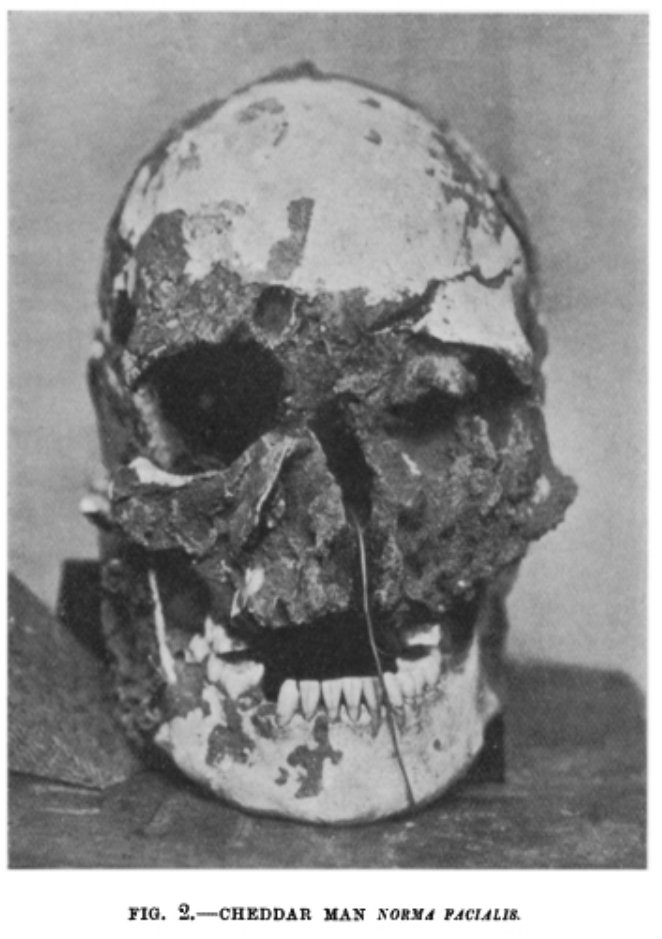
Teschio dell'uomo di Cheddar

Il cranio è abbastanza completo, ma presenta frammenti mancanti. Le inserzioni muscolari sul cranio sono robuste,dal che se ne è dedotto il sesso maschile, tuttavia altri tratti facciali, come la regione sopraorbitaria, sono relativamente gracili. Sono presenti sei molari mascellari, usurati, ma l'altra dentatura mascellare è mancante; la mandibola conserva tutti i denti tranne i premolari destri. Lo scheletro conserva anche vertebre, costole, clavicole, omeri, radio, ulne, metacarpi, falangi, femori, tibia, un astragalo e un calcagno, tutti in un variabile stato di conservazione .
La valutazione quantitativa e comparativa delle forme di GC1 ha evidenziato che aveva gambe relativamente più lunghe rispetto al busto, ossia un indice crurale elevato, e le proporzioni dei suoi arti non coincidono con quelle medie degli europei attuali, rafforzando l'ipotesi di un'origine africana o medio-orientale.
Non si sa come sia finito nella grotta, ma è possibile che vi sia stato deposto da altri membri della sua tribù. Non è insolito che resti mesolitici vengano rinvenuti nelle grotte, ma è insolito che sia stato trovato sepolto da solo, quando all'epoca era comune avere sepolture comunitarie. Quindi si ipotizza che potesse essere stato in qualche modo speciale o che si sia semplicemente rannicchiato e sia morto lì..
Nel 2018, dai resti è stato estratto DNA nucleare da una équipe del museo di storia naturale di Londra.
I marcatori genetici suggeriscono (basandosi sulle associazioni alle moderne popolazioni di cui si conoscono i fenotipi) che probabilmente avesse occhi azzurri o verdi, intolleranza al lattosio, capelli scuri e ondulati, e carnagione scura..
Queste caratteristiche erano tipiche della popolazione europea occidentale di allora dei cacciatori-raccoglitori occidentali, da cui deriva il 10% in media del genoma dei britannici moderni senza tener conto di una recente storia di immigrazione. 
Altri individui, di cui si è scoperta l'appartenza alla popolazione dei cacciatori-raccoglitori occidentali a seguito dell'analisi sul DNA antico, sono l'uomo di Loschbour scoperto nel 1935 in Lussemburgo, e l'uomo di La Braña scoperto nel 2006 in Spagna.
Occhi marroni, tolleranza al lattosio e pelle chiara sono comuni nella moderna popolazione dell'area. Questi geni provenivano da un'immigrazione successiva, la maggior parte da due grandi ondate, la prima di agricoltori neolitici del Vicino Oriente, un'altra di pastori delle steppe occidentali, molto probabilmente parlanti lingue indoeuropee, dalla steppa pontico-caspica